# La Rambla de les Floristes
La Rambla de les Floristes és una obra de teatre de Josep Maria de Sagarra. Es tracta d'una comèdia en tres actes que fou estrenada el 21 de març de 1935 al Teatre Poliorama de Barcelona, en el marc de la Temporada Oficial de Teatre Català subvencionada per la Generalitat Republicana de Catalunya, a càrrec de la companyia de Mercè Nicolau i dirigida per Josep Pous i Pagès.
L'obra està ambientada en la Rambla de Barcelona i representa, a través de la petjada personal del teatre popular de Sagarra, la promiscuïtat de les múltiples facetes que conviuen en la realitat de Barcelona enmig d'un ambient d'incertesa i agitació política. Es tracta d'una obra costumista que, escrita en vers per pròpia voluntat rítmica de l'autor, planteja aspectes polítics sorgits de la Revolució de 1868 i de la vida rutinària del segle xix però per a un públic de la primera meitat del segle xx. Tanmateix, les crítiques que rebé Sagarra i de Castellarnau després de la seva primera estrena foren negatives, amb retrets com ara «ensopida», «poc viva» i «gens animada».
Posteriorment, se n'han fet adaptacions teatrals. L'any 1986 Orestes Lara en dirigí una versió per a Televisió de Catalunya, protagonitzada per Rosa Maria Sardà i Tàmaro. I el 2019, Jordi Prat i Coll en dirigí una altra adaptació que fou estrenada al Teatre Nacional de Catalunya i que després féu una gira per Catalunya —protagonitzada per Rosa Boladeras.